# 1950년
1950년은 일요일로 시작하는 평년이다.

## 사건
- 1월 12일 - 미국의 국무장관 애치슨, 애치슨라인 발표.
- 2월 14일 - 중소 우호 동맹 상호 원조 조약 체결.
- 3월 3일 - 난아오 전투 발생
- 3월 10일 - 대한민국 국회에서 유상매입 유상분배 원칙의 농지개혁법안이 통과되었다.
- 4월 21일 - 신성모가 국무총리 서리에 취임하였다.
- 5월 6일 - 프랑스의 로베르 쉬망이 유럽 석탄 철강 공동체 계획을 수립.
- 6월 10일 - 토요타 자동차 생산인원 감축 저지를 위한 토요타 자동차 노동조합 총파업.
- 6월 25일 - 조선민주주의인민공화국의 불법 남침으로 6.25 전쟁 발발.
- 6월 28일 -
  - 6.25 전쟁: 조선인민군이 서울을 점령.
  - 한강 다리 폭파 사건 약 500-800명 사망
- 7월 20일 - 6.25 전쟁: 대한민국 정부, 대구에 임시수도를 둠.
- 8월 3일 - 6.25 전쟁: 다부동 전투 발생.
- 8월 9일 - 난펑 전투 발생
- 8월 18일 - 6.25 전쟁: 대한민국의 임시 수도를 대구에서 부산으로 옮기다.
- 8월 28일 - 대한민국 한국은행, 1차 화폐개혁(조선은행권 원:한국은행권 원 1:1) 단행.
- 9월 6일 - 대한민국 국군, 여군 창설.
- 9월 15일 - 6.25 전쟁: 6시를 기해 인천 월미도로 인천 상륙작전을 개시하다.
- 9월 16일 - 6.25 전쟁: 대한민국 국군과 유엔군, 낙동강 전선에서 조선민주주의인민공화국 조선인민군에 총반격 시작.
- 9월 28일
  - 한국전쟁: 국군과 유엔군, 서울 탈환. 이날 이승만 대통령은 한국군에 38선 이북 진격명령.
  - 인도네시아 유엔 가입.
- 10월 1일 - 6.25 전쟁: 대한민국 국군 3 사단 26연대, 강원도 양양군서 한국전쟁 발발후 최초로 38선 넘어 북진.
- 10월 4일 - 주한 미군방송(AFKN) 라디오, 서울서 첫 전파 발사.
- 10월 7일
  - 테레사 수녀, 사랑의 선교회 설립.
  - 유엔 총회, 유엔군의 38선 이북 진격과 한국통일부흥위원단(UNCURK) 설치 결의.
- 10월 9일 - 6.25 전쟁: 조선민주주의인민공화국의 주요 기관과 단체 등을 평양에서 철수하면서 임시 수도를 강계로 정함.
- 10월 11일 - 중국 인민해방군, 티베트 침공.
- 10월 12일 - 6.25 전쟁: 조선민주주의인민공화국의 김일성의 평양철수.
- 10월 19일 - 6.25 전쟁: 대한민국 국군이 평양을 점령.
- 10월 25일 - 한국전쟁: 중국 참전
- 10월 29일 - 구스타프 6세, 스웨덴 국왕으로 즉위.
- 11월 17일 – 텐진 갸초, 15세의 나이로 제14대 달라이 라마가 됨.
- 11월 6일 - 한국전쟁: 맥아더, 중국 월경(越境) 성명.
- 11월 24일 - "인권 및 기본 자유권 협정"이 유럽 평의회에서 채택.
- 11월 26일 - 유엔한국통일부흥위원회(UNCURK) 일행 12명, 서울 도착.
- 12월 4일 - 한국전쟁: 대한민국 국군이 맨 마지막으로 평양을 철수하다.
- 12월 10일 - 노벨상: 스웨덴 스톡홀름에서 수상식이 열렸고, 화학상 2명, 문학상 1명, 평화상 1명, 물리학상 1명, 생리학ㆍ의학상 3명, 총 8명이 수상했다.
- 12월 14일 - 한국전쟁: 흥남 철수작전 개시.(~ 24일까지)

## 문화
- 5월 9일 - 칠성사이다 출시.
- 6월 24일 -  브라질에서 1950년 FIFA 월드컵 개막. (~ 7월 16일까지 개최함.):우루과이 우승
- 8월 3일 - 프랑스의 축구 클럽 올랭피크 리옹 창단.
- 12월 29일 - 경찰병원 개원.

## 탄생

### 1월
- 1월 1일
  - 대한민국의 가수 겸 기업인 허경영.
  - 일본의 역사학자, 교수 미타니 히로시.
- 1월 2일 - 미국의 클라리넷 연주가 데이비드 시프린.
- 1월 3일 - 대한민국의 시인 정호승.
- 1월 5일 - 대한민국의 사회운동가, 정치인 정상용.
- 1월 6일
  - 미국의 배우 일레인 브롬카.
  - 오스트레일리아의 배우 리처드 노턴. (~2025년)
- 1월 15일 - 일본의 정치인 이와쿠라 히로후미. (~2025년)
- 1월 19일 - 대한민국의 가수 겸 뮤지컬배우 이승규.
- 1월 23일 - 미국의 텔레비전 및 영화 배우, 프로듀서 겸 작곡가 리처드 딘 앤더슨.
- 1월 24일 - 프랑스의 배우 다니엘 오퇴유.
- 1월 25일 - 대한민국의 대학 총장, 교육인 정영선.
- 1월 26일
  - 대한민국의 정치인, 기초자치단체장 정현복. (~2023년)
  - 오스트리아의 정치인 외르크 하이더. (~2008년)
- 1월 27일 - 대한민국의 배우 최종원.
- 1월 28일 - 대한민국의 성우 김정호.
- 1월 30일 - 대한민국의 성우 조동희.

### 2월
- 2월 3일
  - 대한민국의 화가 임옥상.
  - 미국의 배우 모건 페어차일드.
- 2월 5일 - 대한민국의 기업인 이명희.
- 2월 6일 - 대한민국의 배우 권귀옥.
- 2월 7일 - 이탈리아의 축구 선수 마우로 벨루지. (~2021년)
- 2월 12일 - 대한민국의 배우 김애경.
- 2월 13일 - 대한민국의 성우 주희.
- 2월 16일 - 대한민국의 배우 이효춘.
- 2월 17일 - 대한민국의 공무원 김주현.
- 2월 18일 - 미국의 영화 감독 존 휴스.
- 2월 19일
  - 대한민국의 교수 조용진.
  - 벨기에의 배우 요한 레이선. (~2023년)
- 2월 20일 - 일본의 희극인 시무라 켄. (~2020년)
- 2월 22일
  - 영국의 배우 줄리 월터스.
  - 프랑스의 배우 미우 미우.
- 2월 23일
  - 대한민국의 성우 겸 배우 이종구.
  - 미국의 영화배우, 각본가 메리 팻 글리슨. (~2020년)
- 2월 25일 - 아르헨티나의 대통령 네스토르 키르치네르. (~2010년)
- 2월 27일 - 대한민국의 언론인 김진원.

### 3월
- 3월 1일 - 대한민국의 배우 조재훈. (~2007년)
- 3월 2일 - 대한민국의 공무원 이만기.
- 3월 4일 - 영국의 교육학자 켄 로빈슨.
- 3월 5일 - 대한민국의 배우 이영하.
- 3월 6일 - 일본의 성우 스즈오키 히로타카. (~2006년)
- 3월 11일 - 미국의 보컬리스트이자 지휘자 바비 맥퍼린.
- 3월 12일 - 스페인의 전 축구 선수, 현 축구 감독 하비에르 클레멘테.
- 3월 13일
  - 미국의 배우 윌리엄 H. 메이시.
  - 미국의 칼럼니스트, 평론가 찰스 크라우트해머. (~2018년)
- 3월 17일 - 미국의 배우 패티 애스터. (~2024년)
- 3월 20일 - 미국의 배우 윌리엄 허트. (~2022년)
- 3월 21일
  - 대한민국의 가수 조용필.
  - 대한민국의 사회사업가, 유진 벨 재단 회장 스티브 린턴.
- 3월 24일 - 홍콩의 영화 배우 조사리.
- 3월 26일 - 미국의 영화 음악 작곡가 앨런 실베스트리.
- 3월 29일 - 중화인민공화국의 군인 쉬치량. (~2025년)
- 3월 30일 - 스코틀랜드의 영화배우 로비 콜트레인. (~2022년)
- 3월 31일 - 일본의 배우, 싱어송라이터 타치 히로시.

### 4월
- 4월 2일 - 중국의 영화감독 장이머우.
- 4월 4일 - 미국의 배우 크리스틴 라티.
- 4월 7일 - 대한민국의 배우 이승철.
- 4월 10일 - 미국의 전 야구 선수 켄 그리피 시니어.
- 4월 11일 - 헝가리의 축구 선수 메사로시 페렌츠. (~2023년)
- 4월 12일 - 미국의 배우, 가수 데이비드 캐시디. (~2017년)
- 4월 13일 - 미국의 배우 론 펄먼.
- 4월 18일 - 러시아의 피아니스트 그리고리 소콜로프.
- 4월 20일
  - 러시아의 군인, 정치인 알렉산드르 레베디. (~2002년)
  - 포르투갈의 전 축구 선수, 현 축구 감독 움베르투 코엘류.
- 4월 21일 - 일본의 기업인 기미시마 다쓰미.
- 4월 28일 - 미국의 TV 진행자, 희극인 작가 제이 레노.
- 4월 29일 - 일본의 작가, 번역가 요네하라 마리. (~2006년)
- 4월 30일 - 아일랜드의 공화국군 임시파 요원 맷 데블린.

### 5월
- 5월 3일
  - 미국의 영화 감독 조 존스턴.
  - 대한민국의 성우 김창주.
  - 웨일스의 싱어송라이터 메리 홉킨.
- 5월 8일 - 이란의 배우 파리마 파르자미. (~2023년)
- 5월 10일 - 폴란드의 현 축구 감독 안제이 샤르마흐.
- 5월 12일
  - 아일랜드의 배우 게이브리얼 번.
  - 베트남의 지도자 칭하이 무상사.
- 5월 13일
  - 미국의 가수 스티비 원더.
  - 대한민국의 성우 엄주환. (~2005년)
- 5월 14일 - 미국의 정치인 질 스타인.
- 5월 15일 - 미국의 배우 니컬러스 해먼드.
- 5월 16일 - 독일의 물리학자 요하네스 게오르크 베드노르츠.
- 5월 20일 - 중국의 반체제 인사, 인권 운동가 웨이징성.
- 5월 22일 - 영국의 작사가, 가수, 시인 버니 토핀.
- 5월 23일 - 대한민국의 희극인 김병조.
- 5월 25일 - 대한민국의 배우 겸 가수 김성환.
- 5월 26일 - 대한민국의 전직 복싱 선수 홍수환.
- 5월 28일 - 미국의 프로레슬링 선수 카말라. (~2020년)
- 5월 31일 - 에스토니아의 정치인 에드가르 사비사르. (~2022년)

### 6월
- 6월 2일
  - 대한민국의 국회의원 이완구.
  - 대한민국의 국악인, 무용가 임이조. (~2013년)
- 6월 3일 - 미국의 싱어송라이터 겸 록 베이스 연주가 수지 쿼트로.
- 6월 6일 - 벨기에의 영화감독 샹탈 아케르만.
- 6월 8일
  - 대한민국의 가수 최백호.
  - 대한민국의 배우 유승봉.
- 6월 10일 - 대한민국의 배우 김동현.
- 6월 13일 - 대한민국의 역술가 청오 정와룡.
- 6월 18일 - 동독의 허들 선수 안넬리 에르하르트. (~2024년)
- 6월 19일 - 이탈리아의 영화배우 다리아 니콜로디. (~2020년)
- 6월 25일 - 대한민국의 성우 기연호.
- 6월 28일 - 대한민국의 시인, 문학평론가 이동순.
- 6월 29일
  - 대한민국의 가수 임희숙.
  - 대한민국의 바둑 기사 유병호.
  - 대한민국의 농구 선수, 농구 감독 김태환.

### 7월
- 7월 3일 - 대한민국의 정치인 정동채.
- 7월 7일 - 보스니아 헤르체코비나의 군인 엔베르 하지하사노비치. (~2024년)
- 7월 9일
  - 대한민국의 배우 강태기. (~2013년)
  - 우크라이나의 대통령 빅토르 야누코비치.
- 7월 13일 - 러시아의 정치인 빅토르 체르케소프. (~2022년)
- 7월 15일 - 미국의 작가이자, 칼럼니스트, 허핑턴 포스트의 설립자 애리애나 허핑턴.
- 7월 17일 - 대한민국의 권투 선수 임재근.
- 7월 18일 - 영국의 기업인 리처드 브랜슨.
- 7월 21일 - 아르헨티나의 전 축구 선수 우발도 피욜.
- 7월 27일 - 대한민국의 성우 이인성.
- 7월 28일 - 대한민국의 방송인 임성훈.
- 7월 31일 - 대한민국의 만화가 김수정.

### 8월
- 8월 5일
  - 대한민국의 바둑 기사 김희중.
  - 독일의 알파인 스키 선수 로지 미터마이어. (~2023년)
- 8월 6일 - 대한민국의 전 가수, 대중음악가 이연실.
- 8월 7일 - 대한민국의 공무원 김칠두.
- 8월 11일 - 미국의 프로그래머, 해커 스티브 워즈니악.
- 8월 12일 - 대한민국의 방송인 김성중.
- 8월 14일 - 아일랜드의 기업인 더멋 데즈먼드.
- 8월 15일 - 영국의 지휘자 프린세스 로열 앤.
- 8월 18일 - 대한민국의 배우 나기수.
- 8월 19일 - 파키스탄의 정치인 무하마드 미안 숨로.
- 8월 20일 - 대한민국의 축구 선수 최추경. (~2007년)
- 8월 21일 - 스위스의 가수 파트리크 쥐베. (~2021년)
- 8월 23일 - 키르기스스탄의 정치인 로자 오툰바예바.
- 8월 29일 - 일본의 가수 야시로 아키. (~2023년)

### 9월
- 9월 5일 - 대한민국의 정치인 배기선.
- 9월 7일 - 대한민국의 전 가수, 기업인 이현.
- 9월 15일 - 대한민국의 배우 우상전.
- 9월 16일 - 대한민국의 성우 손정아.
- 9월 17일 - 인도의 총리 나렌드라 모디.
- 9월 18일
  - 대한민국의 배우 김형자.
  - 캐나다의 아이스하키 선수 대릴 시틀러.
- 9월 20일
  - 대한민국의 가수 이정선.
  - 대한민국의 조종사 박용철. (1997년~)
- 9월 21일 - 미국의 배우 빌 머리.
- 9월 23일 - 미국의 목회자 팀 켈러. (~2023년)
- 9월 27일 - 대한민국의 기초자치단체장 정장식. (~2016년)
- 9월 29일 - 미국의 전 야구 선수 켄 마카.
- 9월 30일 - 대한민국의 노동운동가 윤상원. (~1980년)

### 10월
- 10월 8일 - 대한민국의 성우 홍승옥.
- 10월 9일 - 미국의 사회운동가 겸 교사 조디 윌리엄스.
- 10월 12일
  - 중화민국의 총통 천수이볜.
  - 미국의 사업가, 인텔의 전 CEO 폴 오텔리니. (~2017년)
- 10월 13일 - 일본의 배우 이소베 츠토무.
- 10월 16일
  - 일본의 프로 야구 선수, 야구 지도자 오시마 야스노리. (~2021년)
  - 영국령 홍콩의 배우 서소강. (~2024년)
- 10월 18일 - 인도의 배우 옴 푸리. (~2017년)
- 10월 20일 - 대한민국의 정치인 김종식.
- 10월 21일
  - 미국의 물리학자 겸 우주비행사 로널드 맥네어. (~1986년)
  - 홍콩 출신의 영화 배우 태보.
- 10월 22일 - 미국의 영화 배우 배리 영펠로우. (~2022년)
- 10월 29일 - 대한민국의 배우 하대경.
- 10월 31일
  - 일본의 역사학자 미즈노 나오키.
  - 이라크 출신의 영국 건축가 자하 하디드. (~2016년)

### 11월
- 11월 1일 - 미국의 응용물리학자 로버트 B. 로플린.
- 11월 2일 - 대한민국의 배우 변신호.
- 11월 4일 - 미국의 배우, 성우, 영화 프로듀서 마키 포스트. (~2021년)
- 11월 5일 - 대한민국의 국회의원, 국회의장 정세균.
- 11월 6일 - 대한민국의 배우 이석구.
- 11월 7일 - 대한민국의 배우 정동남.
- 11월 11일 - 대한민국의 전 공공기관단체인, 지방공무원 김병규.
- 11월 16일 - 아르헨티나의 전 축구 선수 엑토르 발레이.
- 11월 17일 - 독일의 수영 선수 롤란트 마테스. (~2019년)
- 11월 23일 - 미국의 정치인 척 슈머.
- 11월 26일 - 독일의 축구 선수 디터 부르덴스키. (~2024년)
- 11월 28일 - 미국의 배우 에드 해리스.

### 12월
- 12월 1일 - 대한민국의 작곡가 박현진.
- 12월 3일 - 일본의 가수 이루카.
- 12월 8일 - 태국의 영화배우 소라풍 찻리. (~2022년)
- 12월 11일
  - 대한민국의 성우 나수란. (~2012년)
  - 대한민국의 사회운동가 이태복. (~2021년)
- 12월 12일 - 대한민국의 프로듀서, 방송인 윤흥식. (~2022년)
- 12월 13일
  - 대한민국의 전 야구 선수, 현 야구 감독 송일수.
  - 대한민국의 행정공무원, 기업인 이윤재.
- 12월 23일 - 스페인의 전 축구 선수, 현 축구 감독 비센테 델 보스케.
- 12월 26일 - 대한민국의 축구 선수 권이운.
- 12월 27일
  - 대한민국의 야구 선수 장명부. (~2005년)
  - 대한민국의 프로 야구 선수 후루시 히로야키. (~2005년)

### 미상
- 대한민국의 프로듀서, 방송인 윤흥식. (~2022년)
- 대한민국의 군인 유종철. (~2024년)
- 대한민국의 배우 임병기.
- 대한민국의 로봇공학자 정명진.
- 대한민국의 사회기관단체인 한상렬.
- 일본의 애니메이션 감독 사토 다쿠야.
- 대한민국의 대전광역시 중구의원 김병규.
- 대한민국의 철학자 김남석.
- 대한민국의 울산광역시 중구의원 김석준.
- 대한민국의 전라북도 김제시의원 김석준.
- 대한민국의 정치인 김철호.
- 대한민국의 경상남도 창원시의원 이종화.

## 사망

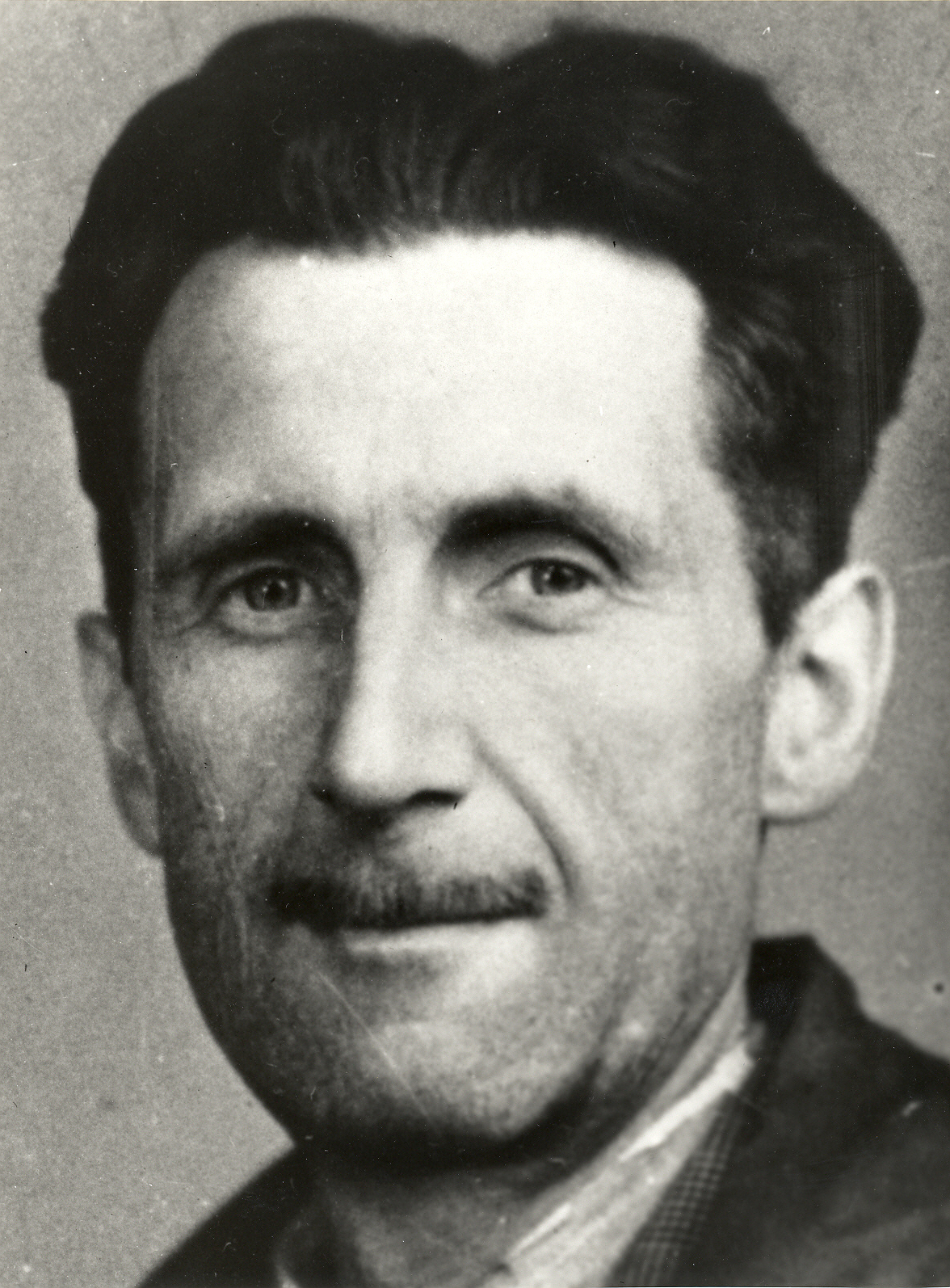
조지 오웰

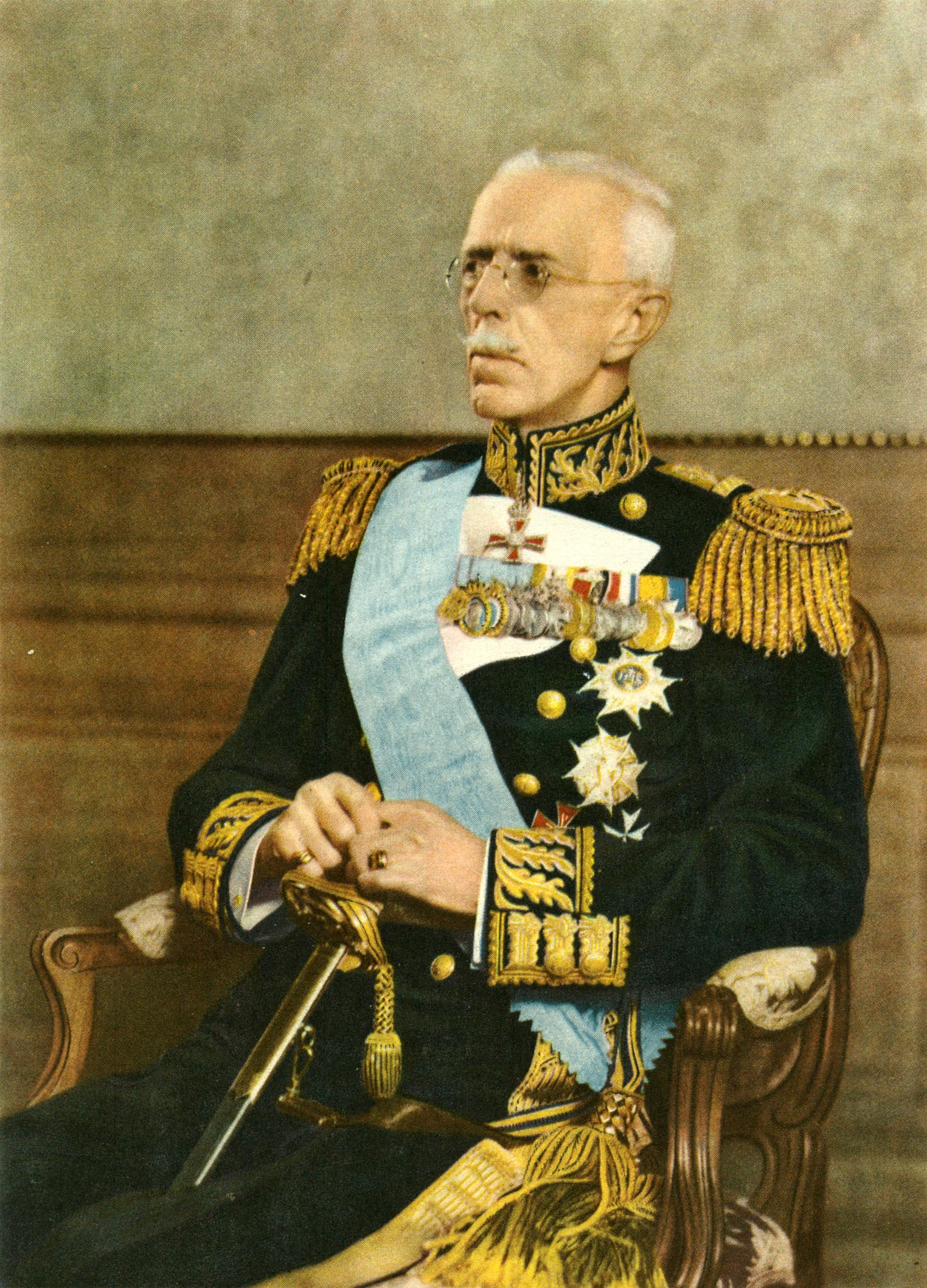
구스타프 5세

- 1월 21일- 영국의 소설가 조지 오웰. (~1903년)
- 4월 8일 - 러시아의 무용수 바슬라프 니진스키. (~1890년)
- 6월 11일 - 한국의 소설가 채만식. (~1902년)
- 7월 3일 - 한국의 독립운동가 이관술. (~1902년)
- 7월 22일 - 캐나다의 총리 윌리엄 라이언 매켄지 킹. (~1874년)
- 7월 27일 - 대한민국의 군인(초대 육군참모총장) 채병덕. (~1916년)
- 9월 - 김병조, 한국의 독립운동가. (~1877년)
- 9월 29일 - 대한민국의 시인 김영랑. (~1903년)
- 10월 15일 - 한국의 독립운동가 조만식. (~1883년)
- 10월 25일 - 한국의 소설가 이광수. (~1892년)
- 10월 29일 - 스웨덴의 국왕 구스타프 5세. (~1858년)
- 11월 3일 - 조선 총독을 지낸 일본의 군인, 정치인 고이소 구니아키. (~1880년)
- 11월 25일 - 중화인민공화국의 군인 마오안잉. (~1922년)
- 12월 10일 - 대한제국의 독립운동가 김규식. (~1881년)
- 12월 20일 - 대한민국의 기업가 박승직. (~1864년)
- 박승선(1875년~1950년(?) - 이승만의 본처이자 전부인

## 노벨상
- 문학상: 버트런드 러셀.
- 물리학상: 세실 프랭크 파월
- 생리학 및 의학상: 에드워드 캘빈 켄들, 타데우시 라이히슈타인, 필립 쇼월터 헨치
- 평화상: 랠프 번치
- 화학상: 오토 딜스, 쿠르트 알더

## 달력
| 1월 |    |    |    |    |    |    |
| 일  | 월 | 화 | 수 | 목 | 금 | 토 |
| 1   | 2  | 3  | 4  | 5  | 6  | 7  |
| 8   | 9  | 10 | 11 | 12 | 13 | 14 |
| 15  | 16 | 17 | 18 | 19 | 20 | 21 |
| 22  | 23 | 24 | 25 | 26 | 27 | 28 |
| 29  | 30 | 31 |    |    |    |    |

| 2월 |    |    |    |    |    |    |
| 일  | 월 | 화 | 수 | 목 | 금 | 토 |
|     |    |    | 1  | 2  | 3  | 4  |
| 5   | 6  | 7  | 8  | 9  | 10 | 11 |
| 12  | 13 | 14 | 15 | 16 | 17 | 18 |
| 19  | 20 | 21 | 22 | 23 | 24 | 25 |
| 26  | 27 | 28 |    |    |    |    |

| 3월 |    |    |    |    |    |    |
| 일  | 월 | 화 | 수 | 목 | 금 | 토 |
|     |    |    | 1  | 2  | 3  | 4  |
| 5   | 6  | 7  | 8  | 9  | 10 | 11 |
| 12  | 13 | 14 | 15 | 16 | 17 | 18 |
| 19  | 20 | 21 | 22 | 23 | 24 | 25 |
| 26  | 27 | 28 | 29 | 30 | 31 |    |

| 4월 |    |    |    |    |    |    |
| 일  | 월 | 화 | 수 | 목 | 금 | 토 |
|     |    |    |    |    |    | 1  |
| 2   | 3  | 4  | 5  | 6  | 7  | 8  |
| 9   | 10 | 11 | 12 | 13 | 14 | 15 |
| 16  | 17 | 18 | 19 | 20 | 21 | 22 |
| 23  | 24 | 25 | 26 | 27 | 28 | 29 |
| 30  |    |    |    |    |    |    |

| 5월 |    |    |    |    |    |    |
| 일  | 월 | 화 | 수 | 목 | 금 | 토 |
|     | 1  | 2  | 3  | 4  | 5  | 6  |
| 7   | 8  | 9  | 10 | 11 | 12 | 13 |
| 14  | 15 | 16 | 17 | 18 | 19 | 20 |
| 21  | 22 | 23 | 24 | 25 | 26 | 27 |
| 28  | 29 | 30 | 31 |    |    |    |

| 6월 |    |    |    |    |    |    |
| 일  | 월 | 화 | 수 | 목 | 금 | 토 |
|     |    |    |    | 1  | 2  | 3  |
| 4   | 5  | 6  | 7  | 8  | 9  | 10 |
| 11  | 12 | 13 | 14 | 15 | 16 | 17 |
| 18  | 19 | 20 | 21 | 22 | 23 | 24 |
| 25  | 26 | 27 | 28 | 29 | 30 |    |

| 7월 |    |    |    |    |    |    |
| 일  | 월 | 화 | 수 | 목 | 금 | 토 |
|     |    |    |    |    |    | 1  |
| 2   | 3  | 4  | 5  | 6  | 7  | 8  |
| 9   | 10 | 11 | 12 | 13 | 14 | 15 |
| 16  | 17 | 18 | 19 | 20 | 21 | 22 |
| 23  | 24 | 25 | 26 | 27 | 28 | 29 |
| 30  | 31 |    |    |    |    |    |

| 8월 |    |    |    |    |    |    |
| 일  | 월 | 화 | 수 | 목 | 금 | 토 |
|     |    | 1  | 2  | 3  | 4  | 5  |
| 6   | 7  | 8  | 9  | 10 | 11 | 12 |
| 13  | 14 | 15 | 16 | 17 | 18 | 19 |
| 20  | 21 | 22 | 23 | 24 | 25 | 26 |
| 27  | 28 | 29 | 30 | 31 |    |    |

| 9월 |    |    |    |    |    |    |
| 일  | 월 | 화 | 수 | 목 | 금 | 토 |
|     |    |    |    |    | 1  | 2  |
| 3   | 4  | 5  | 6  | 7  | 8  | 9  |
| 10  | 11 | 12 | 13 | 14 | 15 | 16 |
| 17  | 18 | 19 | 20 | 21 | 22 | 23 |
| 24  | 25 | 26 | 27 | 28 | 29 | 30 |

| 10월 |    |    |    |    |    |    |
| 일   | 월 | 화 | 수 | 목 | 금 | 토 |
| 1    | 2  | 3  | 4  | 5  | 6  | 7  |
| 8    | 9  | 10 | 11 | 12 | 13 | 14 |
| 15   | 16 | 17 | 18 | 19 | 20 | 21 |
| 22   | 23 | 24 | 25 | 26 | 27 | 28 |
| 29   | 30 | 31 |    |    |    |    |

| 11월 |    |    |    |    |    |    |
| 일   | 월 | 화 | 수 | 목 | 금 | 토 |
|      |    |    | 1  | 2  | 3  | 4  |
| 5    | 6  | 7  | 8  | 9  | 10 | 11 |
| 12   | 13 | 14 | 15 | 16 | 17 | 18 |
| 19   | 20 | 21 | 22 | 23 | 24 | 25 |
| 26   | 27 | 28 | 29 | 30 |    |    |

| 12월 |    |    |    |    |    |    |
| 일   | 월 | 화 | 수 | 목 | 금 | 토 |
|      |    |    |    |    | 1  | 2  |
| 3    | 4  | 5  | 6  | 7  | 8  | 9  |
| 10   | 11 | 12 | 13 | 14 | 15 | 16 |
| 17   | 18 | 19 | 20 | 21 | 22 | 23 |
| 24   | 25 | 26 | 27 | 28 | 29 | 30 |
| 31   |    |    |    |    |    |    |

### 음양력 대조 일람
| 음력월 | 월건 | 대소 | 음력 1일의 양력 월일 | 음력 1일 간지 |
| ------ | ---- | ---- | -------------------- | ------------- |
| 1월    | 무인 | 대   | 2월 17일             | 계미          |
| 2월    | 기묘 | 소   | 3월 19일             | 계축          |
| 3월    | 경진 | 대   | 4월 17일             | 임오          |
| 4월    | 신사 | 대   | 5월 17일             | 임자          |
| 5월    | 임오 | 소   | 6월 16일             | 임오          |
| 6월    | 계미 | 대   | 7월 15일             | 신해          |
| 7월    | 갑신 | 소   | 8월 14일             | 신사          |
| 8월    | 을유 | 소   | 9월 12일             | 경술          |
| 9월    | 병술 | 대   | 10월 11일            | 기묘          |
| 10월   | 정해 | 소   | 11월 10일            | 기유          |
| 11월   | 무자 | 대   | 12월 9일             | 무인          |
| 12월   | 기축 | 소   | 1951년 1월 8일       | 무신          |